# Великий Заполой
Великий Заполо́й (рос. Большой Заполой) — присілок у складі Білозерського району Курганської області, Росія. Входить до складу Нижньотобольної сільської ради.
Населення — 25 осіб (2010, 37 у 2002).